# Тулем (дегестан)
Тулем (перс. تولم) — дегестан в Ірані, у бахші Тулем, в шагрестані Совмее-Сара остану Ґілян. За даними перепису 2006 року, його населення становило 9451 особу, які проживали у складі 2597 сімей.

## Населені пункти
До складу дегестану входять такі населені пункти:
- Баріран
- Будіян
- Ґолябхаран
- Ґураб
- Далівандан
- Зімсар
- Калашем-е-Паїн
- Колькух
- Ліфшаґерд
- Мардахе-Бозорґ
- Мардахе-Кучек
- Марсаруд
- Матак
- Сасемас
- Сейкалан
- Сейкаль-Вандан
- Сіях-Тан
- Фаллахабад
- Харат-Махале
- Хвадже-Алівандан
- Шалька